# Jan Cygenberg Zaleski
Jan Cygenberg Zaleski herbu Chomąto (zm. w 1679 roku) – kuchmistrz wielki koronny w latach 1653–1679, miecznik pruski w latach 1651–1653, starosta suraski w 1652 roku, starosta żurawiński i mszczonowski.
Poseł na sejm konwokacyjny 1668 roku z województwa chełmińskiego. Był członkiem konfederacji generalnej zawiązanej 5 listopada 1668 roku na tym sejmie. Poseł na sejm nadzwyczajny 1670 roku z województwa chełmińskiego. W 1674 roku był elektorem Jana III Sobieskiego z ziemi warszawskiej. Poseł sejmiku kowalewskiego na sejm koronacyjny 1676 roku, sejm 1677 roku, sejm 1678/1679 roku.